# Vodentsi
Vodentsi (bulgariska: Воденци) är ett distrikt i Bulgarien.   Det ligger i kommunen Obsjtina Stambolovo och regionen Chaskovo, i den södra delen av landet, 230 km sydost om huvudstaden Sofia.
Trakten runt Vodentsi består till största delen av jordbruksmark. Runt Vodentsi är det glesbefolkat, med 19 invånare per kvadratkilometer.